# يجب أن تتذكر هذا (رواية)
يجب أن تتذكر هذا (بالإنجليزية: You Must Remember This)‏ هي رواية للكاتبة الأمريكية جويس كارول أوتس، نشرت عام 1987، عن دار نشر داتون.